# Ceilhes-et-Rocozels
Ceilhes-et-Rocozels este o comună în departamentul Hérault din sudul Franței. În 2009 avea o populație de 307 de locuitori.

## Evoluția populației
| An        | 1975 | 1982 | 1990 | 1999 | 2006 | 2009 |
| --------- | ---- | ---- | ---- | ---- | ---- | ---- |
| Populație | 405  | 358  | 283  | 256  | 305  | 307  |